# Léon Mart
Léon Mart (Esch-sur-Alzette, Luxemburgo; 18 de septiembre de 1914 – 14 de julio de 1984) fue un futbolista de Luxemburgo que jugaba en la posición de delantero.

## Carrera

### Club
Jugó de 1932 a 1946 con el CS Fola Esch.

### Selección nacional
Jugó para Luxemburgo de 1933 a 1946 con la que anotó 16 goles en 24 partidos, siendo actualmente el goleador histórico de la selección nacional.
Participó con la selección nacional en Juegos Olímpicos de Berlín 1936 donde Luxemburgo fue eliminado en la primera ronda por Alemania nazi.